# ГЕС Hart Jaune
ГЕС Hart Jaune — гідроелектростанція у канадській провінції Квебек. Використовує ресурс із річки Hart Jaune, лівої притоки Манікуаган, яка за 330 кілометрів на північний схід від міста Квебек впадає ліворуч до річки Святого Лаврентія (дренує Великі озера).
У межах проекту річку перекрили земляною греблею висотою 23 метри та довжиною 2440 метрів, яка утримує водосховище Петіт-Манікуаган з площею поверхні 251,6 км2 та об'ємом 1430 млн м3. За шість кілометрів нижче від неї Hart Jaune перекриває ще одна земляна споруда висотою 13 метрів та довжиною 458 метрів, котра утримує мізерний (в порівнянні з першою греблею) об'єм — 0,7 млн м3. Нарешті, ще за два кілометри нижче річку перекрили третьою земляною спорудою висотою 18 метрів та довжиною 469 метрів, котра утримує не набагато більший резервуар з об'ємом 7,5 млн м3. При цьому створений підпір сформував на лівобережжі витягнуту паралельно руслу Hart Jaune затоку довжиною 1,8 км, перекриту на завершенні інтегрованою з водозабором земляною дамбою висотою 25 метрів та довжиною 259 метрів.
Від водозабору прокладено напірний водовід довжиною приблизно 0,2 км, який після вирівнювального резервуару баштового типу розгалужується на три завдовжки по 0,1 км. Основне обладнання станції становлять три турбіни загальною потужністю 51 МВт, які використовують напір у 39,6 метра.
Основне обладнання станції становлять три турбіни загальною потужністю 51 МВт, які використовують напір у 39,6 метра.
Відпрацьована вода прямує далі по Hart Jaune до її устя в гігантському кільцевому водосховищі Манікуаган, з якого живиться ГЕС Манік-5, що відноситься до каскаду на річці Манікуаган.